# 18104 Mahalingam
18104 Mahalingam este un asteroid din centura principală de asteroizi.

## Descriere
18104 Mahalingam este un asteroid din centura principală de asteroizi. A fost descoperit pe 3 iulie 2000 la Socorro, New Mexico, în cadrul proiectului LINEAR. Asteroidul prezintă o orbită caracterizată de o semiaxă mare de 2,28 ua, o excentricitate de 0,14 și o înclinație de 5,4° în raport cu ecliptica.